# Крото, Харольд
Сэр Ха́рольд Уо́лтер Кро́то (англ. Harold Walter Kroto; 7 октября 1939, Уисбек, Англия — 30 апреля 2016) — британский химик, лауреат Нобелевской премии по химии за 1996 год, совместно с Робертом Кёрлом и Ричардом Смолли, — «за открытие фуллеренов». Лауреат медали Копли (2004).
Посвящён в рыцари-бакалавры в 1996 году.
Член Лондонского королевского общества (1990), иностранный член Национальной академии наук США (2006), почётный член Эдинбургского королевского общества (1998).

## Биография
Родился в семье Эдит и Хайнца Кротошинер. (Семья сократит свою фамилию до Крото в 1955 году.) Его имя имеет силенезийские корни. Семья его отца происходит из Бояново (Польша), а матери — из Берлина. Его родители родились в Берлине, но бежали в Великобританию в 1930-х годах, поскольку его отец был евреем.
Крото вырос в Болтоне и посещал Болтоновскую школу, где в то время также учился Иэн Маккеллен.
В детстве его увлекали наборы Meccano, и Крото отмечал, что они, в том числе, помогли ему развить необходимые для научных исследований навыки. Потом у него возник интерес к химии, физике и математике. Его учитель химии считал, что в Университете Шеффилда лучшая кафедра химии в Великобритании, и Крото поступил туда.
Хотя он был воспитан в традициях иудаизма, Крото писал, что религия никогда не имела для него смысла, и он с годами стал убеждённым атеистом. Он поддерживал Британскую гуманистическую ассоциацию. В 2003 году стал одним из 22 нобелевских лауреатов, подписавших Третий Гуманистический манифест.
Скончался от амиотрофического бокового склероза (болезнь Лу Герига) .

## Карьера

### Ранние работы
В Шеффилдском университете получил степени бакалавра химии с отличием (1961) и доктора философии по молекулярной спектроскопии (1964). Его исследование для последней включало в себя высокоразрешающий электронный спектр свободных радикалов, производящихся импульсным фотолизом (разрушение химических связей светом).
Среди других вещей, таких как создание первых фосфоалкенов (соединений с двойной связью углерод-фосфор), его докторская работа включала в себя некоторые неопубликованные исследования по диоксиду триуглерода, и это привело к общему интересу к молекулам, содержащим цепи углеродных атомов с множеством кратных связей. Он начал свою работу, движимый интересом в органической химии, но, столкнувшись со спектроскопией, всё-таки решил заняться вопросами квантовой химии. Позже он начал интересоваться астрохимией.
После постдокторантуры в Национальном научно-исследовательском совете Канады (1964-66) и Bell Labs в США (1966-67) он с 1967 года стал преподавать и заниматься научной деятельностью в университете Сассекса, профессор с 1975 года, в 1991—2007 годах исследовательский профессор Королевского научного общества.

### Последующая работа
В 1980-х он запустил исследовательскую программу в Сассексе, рассматривающую углеродные цепи в межзвёздной среде. Ранние исследования позволили выявить молекулу цианоацетилена H-C≡C-C≡N. Группа Крото обнаружила спектральным методом доказательство существования похожих более длинных молекул, таких как цианобутадиин H-C≡C-C≡C-C≡N и цианогексатриин H-C≡C-C≡C-C≡C-C≡N, и нашла их в 1975 — 1979 годах.
Попытки объяснить это привели к открытию молекулы С60. Он узнал, что в то же время над похожей темой трудятся Роберт Кёрл и Ричард Смолли, применяя метод лазерной спектроскопии, в Университете Райса в Техасе. Он предложил идею использовать оснащение Университета Райса, чтобы создать условия, максимально приближённые к условиям атмосферы углеродной звезды, и посмотреть, как будут себя вести в ней органические соединения.
Эксперимент, проведённый в сентябре 1985 года, не только доказал, что углеродные звезды могут производить углеродные цепи, но и обнаружил существование молекул вида С60. Трое учёных проводили эксперимент с аспирантами Джимом Хитом (ныне профессор Калифорнийского технологического института), Шоном О’Брайеном (работает в Texas Instruments) и Юанем Лиу (ныне работает в Национальной лаборатории Оук-Ридж). Нобелевская премия по химии 1996 года была разделена между Кёрлом, Крото и Смолли.
В 1995 году он был одним из учредителей британской благотворительной образовательной организации «Vega Science Trust» с целью создания фильмов, популяризирующих науку и дающих возможность самому повысить свой образовательный уровень, включающих в себя лекции, интервью с Нобелевскими лауреатами, обсуждения актуальных вопросов науки, профессиональные и обучающие ресурсы для телевидения и интернет-вещания. Вега сняла более 280 программ, из которых около 50 транслировала BBC. Весь поток программ бесплатно можно посмотреть на сайте организации, который играет роль телевизионного научно-образовательного канала. Веб-сайт, посещаемый пользователями более чем 165 стран, создан самим Гарри Крото и отражает один из его главных интересов — графический дизайн.
С 2002 по 2004 год президент Королевского химического общества, его почётный фелло (2000).
С 2004 года занимал пост профессора Francis Eppes на химическом факультете в Университете штата Флорида, проводил исследования в области нанонауки и нанотехнологии.
Он был членом и содокладчиком симпозиума[какого?] в 2006 и 2007 годах.
Он выступал в Обернском университете 29 апреля 2010 года и в аналитическом центре университета Райса вместе с Робертом Кёрлом 13 октября 2010 года.
В октябре 2010 года Крото участвовал в американском научно-инженерном фестивале, на котором школьники и студенты имели возможность участвовать в неофициальной беседе с учёным — лауреатом Нобелевской премии.
Он также участвовал в Техническом фестивале Индийского института технологии в 2010 году.
Он выступал в университете Махатмы Ганди, Коттаям, Керала, Индия в январе 2011 года, где он был лектором, специально приглашённым со стороны правительства Кералы.

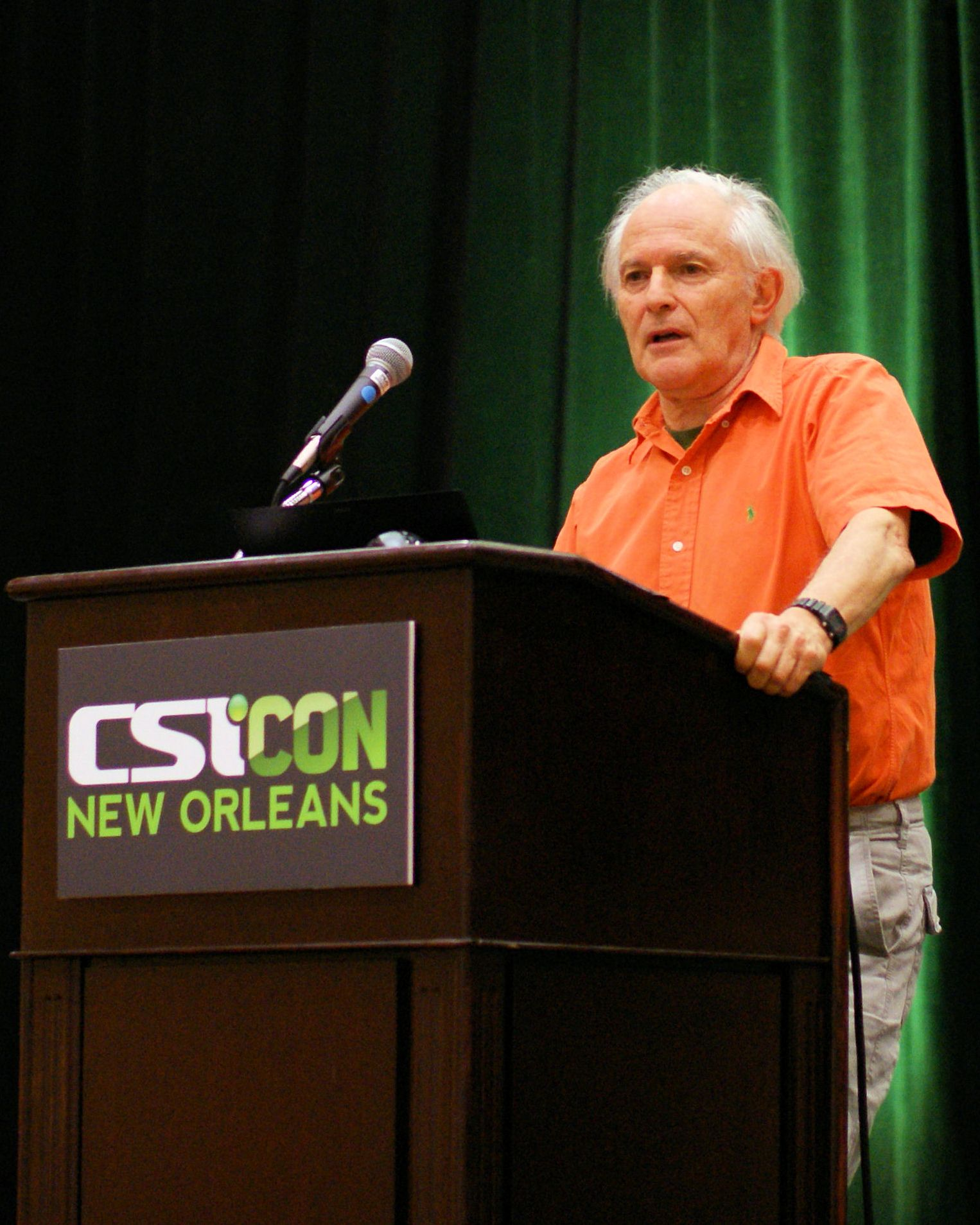
Сэр Харольд Крото на CSICON 2011

Крото выступил на CSIcon 2011 года. Это была конвенция, посвященная научному исследованию и критическому мышлению, организованная Комитетом по Скептическим исследованиям в сотрудничестве со журналом Sceptical Inquirer и Центром исследований.
Крото проводил семинары для детей, и, в частности, в феврале 2013 года провёл такой семинар на тему «Фуллерены» для 250 детей 7—11 лет в Университете штата Пенсильвания.

## Личная жизнь
В 1963 году женился на Маргарите Генриетте Хантер, тоже студентке университета. Крото считал себя убеждённым атеистом. 15 сентября 2010 года Крото, вместе с 54 другими общественными деятелями, подписал открытое письмо, опубликованное в The Guardian, в котором выражается оппозиционное отношение к визиту Папы Римского Бенедикта XVI в Соединённое Королевство.

## Звания и награды
В число наград входят:
- Международная премия за новые материалы (1992)
- Премия «Хьюллетт-Пакард» (1994)
- Нобелевская премия по химии (1996)
- Кельвиновская лекция (1998)
- Премия Майкла Фарадея (2001)
- Медаль Копли (2004)
- Шрёдингеровская лекция (Имперский колледж Лондона) (2006).

Крото является членом Консультативного совета по Кампании о науке и технике, а также членом Совета управляющих научно-исследовательского института Скриппса. Он был удостоен звания почётного доктора Тель-Авивского университета в 2011 году.
Северный кампус Университета Шеффилда состоит из двух зданий, названных в честь сэра Гарри Крото: инновационный центр Крото и научно-исследовательский институт Крото.

## Цитаты
Химики, по-моему, страдают особой формой «шизофрении». В самом деле, их мышление — это причудливая смесь самых абстрактных и самых наглядных представлений. Они знают о тонких квантово-механических закономерностях, определяющих свойства молекул, которые, в свою очередь, ответственны за всё многообразие окружающего нас мира… Никто не сделал так много для улучшения условий жизни людей, как химики. Но их заслуги в должной мере не оценены.— В. В. Ерёмин. Математика в химии. — Москва: Издательство Московского центра непрерывного математического образования, 2012. — С. 6. — 64 с. — (37). — 2000 экз. — ISBN 978-5-94057-737-9.